# François Valière
Pour l’article ayant un titre homophone, voir Valière.
François Xavier Joseph Michel Victorien Valière, né le 30 septembre 1826 à Eymoutiers (Haute-Vienne) et mort le 20 décembre 1882 dans le 8e arrondissement de Paris, est un général et administrateur colonial français. 

## Biographie
Officier de carrière issu de la promotion d'Isly (1843-1845) de l'École spéciale militaire de Saint-Cyr, François Valière en sort dans l'arme de l'infanterie de marine. Il est promu successivement sous-lieutenant en 1845, lieutenant en 1851, capitaine en 1854, chef de bataillon en 1859, lieutenant-colonel en 1863 et enfin colonel le 3 août 1867.
Durant sa carrière militaire, il alterne les affectations en métropole à Toulon avec les séjours outre-mer à La Réunion, en Cochinchine et en Nouvelle-Calédonie. Il participe à la Guerre de Crimée de 1854 à 1856 et est blessé d'un coup de feu au bras droit en juin 1855 devant Sébastopol. Il commande le bataillon des apprentis fusiliers à partir de 1864. Il quitte cette fonction de chef instructeur pour prendre le commandement du 2e régiment d'infanterie de marine, dont il est le chef de corps de janvier 1868 à septembre 1869.
Désigné pour succéder au colonel Émile Pinet-Laprade mort dans la colonie, le colonel Valière exerce la fonction de gouverneur du Sénégal du 22 septembre 1869 au 28 juin 1876. Ce long mandat se caractérise par une posture pacifique, privilégiant l'action diplomatique au recours à la force : en sept ans de présence, il ne décide que deux courtes opérations militaires face à un risque de déstabilisation frontalière. Au cours de ce séjour, il est élevé au rang de commandeur de la Légion d'honneur en 1872.
À son retour en métropole, il est promu au grade de général de brigade le 21 décembre 1876. Il sert ensuite comme commandant supérieur des troupes en Cochinchine en 1877 et 1878 puis, une fois rentré en métropole, comme inspecteur général adjoint de l'Infanterie de Marine de 1879 à 1882.